# Dommartin-le-Franc
Dommartin-le-Franc è un comune francese di 222 abitanti situato nel dipartimento dell'Alta Marna nella regione del Grand Est.

## Società

### Evoluzione demografica
Abitanti censiti